# Glycyphana catena
Glycyphana catena är en skalbaggsart som beskrevs av Gilbert John Arrow 1910. Glycyphana catena ingår i släktet Glycyphana och familjen Cetoniidae. Utöver nominatformen finns också underarten G. c. binotatoides.